# Filonove, Nedrîhailiv
Filonove (în ucraineană Філонове) este un sat în comuna Vilșana din raionul Nedrîhailiv, regiunea Sumî, Ucraina.

## Demografie
Componența lingvistică a localității Filonove
     Ucraineană (100%)
Conform recensământului din 2001, toată populația localității Filonove era vorbitoare de ucraineană (100%).